# Ercsi
Ercsi [erči] (chorvatsky Erčin) je město v Maďarsku asi 16 km jihovýchodně od Budapešti. Leží na pravém břehu Dunaje naproti ostrovu Csepel, v župě Fejér, těsně u hranice župy Pest, a spadá pod okres Martonvásár. Přestože je Ercsi větší než okresní město Martonvasár, není správním městem okresu. V roce 2015 zde žilo 8 050 obyvatel, z nichž jsou 87,3 % Maďaři, 9,2 % Romové, 1,4 % Chorvati, 0,4 % Němci a 0,3 % Rumuni.
Městem prochází dálnice M6 (sjezd 34) a železnice do Budapešti, asi o 2 km západněji prochází dálnice M7.
Cisterciácký klášter Ercsi byl založen ve druhé polovině 13. stol. a zanikl roku 1462. Po jeho budovách nebyly nalezeny žádné stopy.